# Lucas Mendes
Lucas Michel Mendes (Curitiba, 3 luglio 1990) è un calciatore brasiliano naturalizzato qatariota, difensore dell'Al-Wakrah e della nazionale qatariota.

## Caratteristiche tecniche
Nato come terzino sinistro, da quando è in Europa è stato spesso schierato come difensore centrale in una linea a 4. Difensore dotato di buona tecnica ed in possesso di un bel temperamento, tanto che di lui si dice spesso che assomiglia più a un difensore argentino che brasiliano. Oltre che abile in fase difensiva è molto bravo anche nella fase di ripartenza dell'azione essendo in possesso di un piede sinistro molto educato.

## Carriera

### Club

#### Coritiba
Cresciuto nelle giovanili del Coritiba il 20 agosto 2008, a soli 18 anni, esordisce in prima squadra subentrando al 48º minuto della partita di Serie A vinta per 3 a 0 contro il Figueirense. La sua seconda presenza è datata circa due anni dopo, infatti l'8 maggio 2010 gioca dall'inizio la prima giornata della Serie B persa 3 a 1 contro il Náutico. Conclude la sua prima stagione da professionista con 29 presenze in Campionato, il quale vede il Coritiba vincere il titolo e ciò permette al club di ritornare nella massima serie brasiliana.
La stagione seguente gioca altre 24 partite di Campionato, questa volta di Serie A e l'anno successivo realizza anche il primo ed il secondo gol da professionista: il 27 maggio 2012 in occasione del match di campionato perso per 3 a 2 contro il Botafogo e il 19 agosto seguente nella vittoria per 4 a 0 contro il Cruzeiro. Ad Agosto 2012 esordisce anche in Coppa Sudamericana nella doppia sfida persa contro il Grêmio (sconfitta 1 a 0 a Porto Alegre e vittoria 3-2 al ritorno).

#### Marsiglia e Al-Jaish
Il 29 agosto 2012 l'Olympique Marsiglia, tramite il proprio sito internet, ufficializza l'ingaggio del terzino brasiliano che firma un contratto di quattro anni. Il 4 ottobre seguente all'esordio con i francesi segna il suo primo gol in Francia nella partita di UEFA Europa League vinta per 5 a 1 contro i ciprioti dell'AEL Limassol; 17 giorni dopo esordisce anche in Ligue 1 allo Stade de l'Aube di Troyes, contro i padroni di casa, al 83º minuto subentrando a Jérémy Morel. Conclude la sua prima stagione in Europa con 33 presenze totali e 1 gol.
L'anno seguente il mese di settembre lo vede protagonista infatti: il 1º segna il suo primo gol in Ligue 1 nella partita persa 2 a 1 contro il Monaco, il 14 segna la seconda rete questa volta al Tolosa (gara finita 1 a 1) ed il 18 settembre seguente esordisce in UEFA Champions League nella partita persa per 2 a 1 contro l'Arsenal.
Dopo aver collezionato 62 presenze e 3 gol totali con l'OM il 13 agosto 2014 si trasferisce in Qatar all'Al-Jaish: il 22 agosto esordisce nella Qatar Stars League giocando dal primo minuto la gara vinta per 3 a 2 contro l'Al-Wakrah, il primo gol lo realizza invece il 5 dicembre seguente contro l'Al-Sadd Sports Club

### Nazionale
Il 9 novembre 2023, dopo aver ottenuto la cittadinanza, viene convocato per la prima volta dalla nazionale qatariota, agli ordini del CT Carlos Queiroz. Il 21 novembre successivo esordisce in nazionale, giocando un match di qualificazione ai mondiali contro la selezione indiana.
Ha preso parte alla Coppa d'Asia 2023, disputatasi in Qatar e vinta dalla nazione ospitante.

## Statistiche

### Presenze e reti nei club
Statistiche aggiornate al 3 luglio 2014.
| Stagione                   | Squadra                    | Campionato                 | Campionato | Campionato | Coppe nazionali | Coppe nazionali | Coppe nazionali | Coppe continentali | Coppe continentali | Coppe continentali | Altre coppe | Altre coppe | Altre coppe | Totale | Totale |
| Stagione                   | Squadra                    | Comp                       | Pres       | Reti       | Comp            | Pres            | Reti            | Comp               | Pres               | Reti               | Comp        | Pres        | Reti        | Pres   | Reti   |
| -------------------------- | -------------------------- | -------------------------- | ---------- | ---------- | --------------- | --------------- | --------------- | ------------------ | ------------------ | ------------------ | ----------- | ----------- | ----------- | ------ | ------ |
| 2008                       | Coritiba                   | A                          | 1          | 0          | CB              | 0               | 0               | -                  | -                  | -                  | -           | -           | -           | 1      | 0      |
| 2009                       | Coritiba                   | A                          | 0          | 0          | CB              | 0               | 0               | CS                 | 0                  | 0                  | -           | -           | -           | 0      | 0      |
| 2010                       | Coritiba                   | B                          | 29         | 0          | CB              | 1               | 0               | -                  | -                  | -                  | -           | -           | -           | 30     | 0      |
| 2011                       | Coritiba                   | A+A1/PR                    | 24+11      | 0+0        | CB              | 11              | 0               | -                  | -                  | -                  | -           | -           | -           | 46     | 0      |
| 2012                       | Coritiba                   | A+A1/PR                    | 13+20      | 2+0        | CB              | 9               | 0               | CS                 | 2                  | 0                  | -           | -           | -           | 44     | 2      |
| Totale Coritiba            | Totale Coritiba            | Totale Coritiba            | 67+31      | 2+0        |                 | 21              | 0               |                    | 2                  | 0                  |             | -           | -           | 121    | 2      |
| 2012-2013                  | Olympique Marsiglia        | L1                         | 25         | 0          | CF+CdL          | 3+0             | 0+0             | UEL                | 5                  | 1                  | -           | -           | -           | 33     | 1      |
| 2013-2014                  | Olympique Marsiglia        | L1                         | 22         | 2          | CF+CdL          | 0+2             | 0+0             | UCL                | 4                  | 0                  | -           | -           | -           | 28     | 2      |
| 2014-ago. 2014             | Olympique Marsiglia        | L1                         | 1          | 0          | -               | -               | -               | -                  | -                  | -                  | -           | -           | -           | 1      | 0      |
| Totale Olympique Marsiglia | Totale Olympique Marsiglia | Totale Olympique Marsiglia | 48         | 2          |                 | 5               | 0               |                    | 9                  | 1                  |             | -           | -           | 62     | 3      |
| 2014-2015                  | Al-Jaish                   | QL                         | 24         | 1          | -               | -               | -               | ACL                | 2                  | 0                  | -           | -           | -           | 26     | 1      |
| Totale carriera            | Totale carriera            | Totale carriera            | 170        | 5          |                 | 26              | 0               |                    | 13                 | 1                  |             | -           | -           | 209    | 6      |

### Cronologia presenze e reti in nazionale
| Cronologia completa delle presenze e delle reti in nazionale ― Qatar | Cronologia completa delle presenze e delle reti in nazionale ― Qatar | Cronologia completa delle presenze e delle reti in nazionale ― Qatar | Cronologia completa delle presenze e delle reti in nazionale ― Qatar | Cronologia completa delle presenze e delle reti in nazionale ― Qatar | Cronologia completa delle presenze e delle reti in nazionale ― Qatar | Cronologia completa delle presenze e delle reti in nazionale ― Qatar | Cronologia completa delle presenze e delle reti in nazionale ― Qatar |
| Data                                                                 | Città                                                                | In casa                                                              | Risultato                                                            | Ospiti                                                               | Competizione                                                         | Reti                                                                 | Note                                                                 |
| -------------------------------------------------------------------- | -------------------------------------------------------------------- | -------------------------------------------------------------------- | -------------------------------------------------------------------- | -------------------------------------------------------------------- | -------------------------------------------------------------------- | -------------------------------------------------------------------- | -------------------------------------------------------------------- |
| 21-11-2023                                                           | Bhubaneswar                                                          | India                                                                | 0 – 3                                                                | Qatar                                                                | Qual. Mondiali 2026                                                  | -                                                                    |                                                                      |
| 31-12-2023                                                           | Doha                                                                 | Qatar                                                                | 3 – 0                                                                | Cambogia                                                             | Amichevole                                                           | -                                                                    | 46’                                                                  |
| 5-1-2024                                                             | Doha                                                                 | Qatar                                                                | 1 – 2                                                                | Giordania                                                            | Amichevole                                                           | -                                                                    | 46’                                                                  |
| 12-1-2024                                                            | Lusail                                                               | Qatar                                                                | 3 – 0                                                                | Libano                                                               | Coppa d'Asia 2023 - 1º turno                                         | -                                                                    |                                                                      |
| 17-1-2024                                                            | Al Khawr                                                             | Tagikistan                                                           | 0 – 1                                                                | Qatar                                                                | Coppa d'Asia 2023 - 1º turno                                         | -                                                                    |                                                                      |
| 29-1-2024                                                            | Al Khawr                                                             | Qatar                                                                | 2 – 1                                                                | Palestina                                                            | Coppa d'Asia 2023 - Ottavi di finale                                 | -                                                                    |                                                                      |
| 3-2-2024                                                             | Al Khawr                                                             | Qatar                                                                | 1 – 1 dts (3 - 2 dtr)                                                | Uzbekistan                                                           | Coppa d'Asia 2023 - Quarti di finale                                 | -                                                                    |                                                                      |
| 7-2-2024                                                             | Doha                                                                 | Iran                                                                 | 2 – 3                                                                | Qatar                                                                | Coppa d'Asia 2023 - Semifinale                                       | -                                                                    |                                                                      |
| 10-2-2024                                                            | Lusail                                                               | Giordania                                                            | 1 – 3                                                                | Qatar                                                                | Coppa d'Asia 2023 - Finale                                           | -                                                                    |                                                                      |
| 21-3-2024                                                            | Doha                                                                 | Qatar                                                                | 3 – 0                                                                | Kuwait                                                               | Qual. Mondiali 2026                                                  | -                                                                    |                                                                      |
| 26-3-2024                                                            | al-Farwaniyya                                                        | Kuwait                                                               | 1 – 2                                                                | Qatar                                                                | Qual. Mondiali 2026                                                  | -                                                                    |                                                                      |
| 5-9-2024                                                             | Al Rayyan                                                            | Qatar                                                                | 1 – 3                                                                | Emirati Arabi Uniti                                                  | Qual. Mondiali 2026                                                  | -                                                                    |                                                                      |
| 10-9-2024                                                            | Vientiane                                                            | Corea del Nord                                                       | 2 – 2                                                                | Qatar                                                                | Qual. Mondiali 2026                                                  | -                                                                    |                                                                      |
| 10-10-2024                                                           | Al Rayyan                                                            | Qatar                                                                | 3 – 1                                                                | Kirghizistan                                                         | Qual. Mondiali 2026                                                  | -                                                                    |                                                                      |
| 15-10-2024                                                           | Teheran                                                              | Iran                                                                 | 4 – 1                                                                | Qatar                                                                | Qual. Mondiali 2026                                                  | -                                                                    |                                                                      |
| 14-11-2024                                                           | Doha                                                                 | Qatar                                                                | 3 – 2                                                                | Uzbekistan                                                           | Qual. Mondiali 2026                                                  | 1                                                                    |                                                                      |
| 19-11-2024                                                           | Abu Dhabi                                                            | Emirati Arabi Uniti                                                  | 5 – 0                                                                | Qatar                                                                | Qual. Mondiali 2026                                                  | -                                                                    |                                                                      |
| 20-3-2025                                                            | Doha                                                                 | Qatar                                                                | 5 – 1                                                                | Corea del Nord                                                       | Qual. Mondiali 2026                                                  | -                                                                    | 62’                                                                  |
| 25-3-2025                                                            | Biškek                                                               | Kirghizistan                                                         | 3 – 1                                                                | Qatar                                                                | Qual. Mondiali 2026                                                  | -                                                                    | 56’                                                                  |
| Totale                                                               |                                                                      | Presenze                                                             | 19                                                                   |                                                                      | Reti                                                                 | 1                                                                    |                                                                      |

## Palmarès

### Club

#### Competizioni statali
- Campionato Paranaense: 3

Coritiba: 2010, 2011, 2012

#### Competizioni nazionali
- Campionato brasiliano di seconda divisione: 1

Coritiba: 2010

### Nazionale
- Coppa d'Asia: 1

Qatar 2023